# Ada Blackjack
Ada Blackjack (Solomon, Alaska, 10 de mayo de 1898 - Palmer, Alaska, 29 de mayo de 1983), nacida Ada Delutuk, fue una mujer del pueblo inupiat que formó parte de una expedición a la isla de Wrangel, al norte de Siberia, organizada por Vilhjalmur Stefansson y de la que fue la única superviviente.

## Infancia y juventud
Ada Blackjack Johnson nació en el remoto asentamiento de Spruce Creek, a unas ocho millas del pueblo de Solomon, Alaska y fue criada por misioneros, gracias a los cuales aprendió a leer en inglés. Después se trasladó a vivir a Nome, Alaska, donde se casó a los dieciséis años con un musher local y tuvo tres hijos, aunque sólo uno de ellos alcanzaría la edad adulta, hecho que acabó provocando el abandono de su marido. Esta situación la dejó desamparada y sin recursos por lo que tuvo que dejar a su hijo en un orfanato durante algún tiempo. Poco después, en 1921, Ada fue escogida para unirse a una expedición, liderada por el canadiense Allan Crawford y organizada y financiada por Vilhjalmur Stefansson, para atravesar el mar Chukchi con el fin de llegar a la isla de Wrangel, que en esa época formaba parte de Rusia.

## Expedición
Stefansson formó un equipo de cinco colonos (un canadiense, tres estadounidenses y una inupiat, Ada) en un intento por reclamar la isla para Canadá, como parte del Imperio Británico. Ada había dudado en unirse a la expedición, ya que fue engañada haciéndole creer que formaría parte de un grupo de varias personas también nativas reclutadas, pensando en ganar lo suficiente para recuperar a su hijo, pero no se echó atrás al ver que sería la única mujer junto a cuatro desconocidos blancos. Cada integrante fue seleccionado con base en sus experiencias previas en anteriores expediciones y su titulación académica. Stefansson priorizó en su elección a aquellas personas con amplios conocimientos en los ámbitos de la geografía y la ciencia. El equipo estaba compuesto por: Ada, contratada como costurera y cocinera, los americanos Lorne Knight, Milton Galle y Fred Maurer y el canadiense Allan Crawford. Maurer había pasado ocho meses en la isla en 1914 después de sobrevivir al naufragio del Karluk.

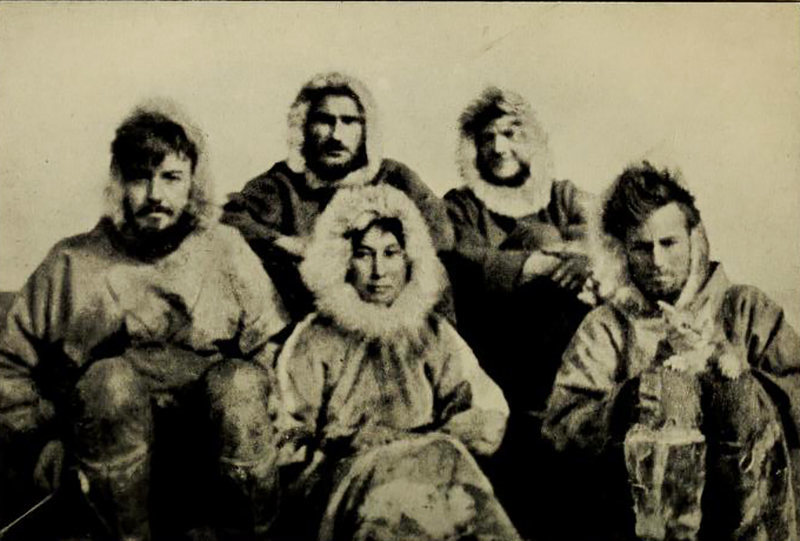
Fotografía del grupo expedicionario, de izquierda a derecha: Allan Crawford, Ada Blackjack, Lorne Knigth, Fred Maurer, Milton Galle y la gata Victoria, alias Vic.

En septiembre de 1921, el grupo fue trasladado a la isla, al norte de Siberia. Los hombres cazaban y atendían los instrumentos meteorológicos mientras ella cocinaba y cosía y reparaba sus ropas y raquetas de nieve, pero las condiciones en la isla pronto se pusieron difíciles para el grupo al comenzar el invierno y el barco de reabastecimiento no pudo atravesar el hielo. Después de agotar todas las raciones de comida, fueron incapaces de cazar lo suficiente para sobrevivir. En esa situación, el 28 de enero de 1923, tres de los integrantes decidieron intentar cruzar los más de 140 kilómetros del helado mar de Chukotka hasta llegar a Siberia en busca de ayuda y víveres, dejando solos en la isla a Ada junto con el enfermo Lorne Knight. Una dieta insuficiente y el escorbuto habían debilitado su salud por lo que Ada cuidó de él y cazó para los dos hasta su fallecimiento, el 23 de junio de 1923. Como no tenía fuerzas para enterrarlo, lo dejó en la cama y lo cubrió con cajas. Los otros tres expedicionarios jamás volvieron a ser vistos por lo que Ada se quedó sola en la isla, a excepción de la gata de la expedición, Vic.
Ada tuvo que aprender a vivir en condiciones de temperatura extrema hasta su rescate, el 19 de agosto de 1923, llevado a cabo por un amigo de Stefansson, Harold Noice que recogió a la mujer y la gata supervivientes. Varios periódicos apodaron a Ada como «la mujer Robinson Crusoe». Ada utilizó el dinero ahorrado para llevar a su hijo pequeño Bennet a Seattle para tratar su tuberculosis. Volvió a casarse y tuvo otro hijo, Billy. Años más tarde, Ada regresó al Ártico donde vivió en la pobreza hasta su muerte a la edad de 85 años.
Ada Blackjack murió en un asilo estatal, Alaska Veterans & Pioneers Home, en Palmer, Alaska, y fue enterrada en Anchorage.

## Repercusión
Ella odiaba y se mantuvo ajena al circo mediático creado en torno a ella y los intentos llevados a cabo por Noice y Stefansson con el fin de explotar su historia. Aparte del salario que ganó en el viaje y algunos cientos de dólares por las pieles que obtuvo en la caza durante su estancia en la isla, Ada jamás buscó ningún beneficio económico de la publicación de artículos y libros relacionados con su odisea, los cuales llegaron a hacerse muy populares.